# Teorema del brutto anatroccolo
Il teorema del brutto anatroccolo (orig. Ugly duckling theorem) dimostrerebbe secondo Satoshi Watanabe come sia impossibile classificare senza un qualche criterio di preferenza (o bias). Esso è così chiamato per via dell'omonima famosa favola di Hans Christian Andersen, in quanto mostra che, se tutto quanto fosse uguale, un brutto anatroccolo sarebbe tanto simile ad un cigno quanto i cigni lo sono tra loro. È stato proposto da Satoshi Watanabe nel 1969.

## Idea di base
Si supponga che ci siano {\displaystyle n} oggetti nell'universo, e che li si voglia assegnare a classi o categorie. Non abbiamo nessuna idea preconcetta o bias su che tipo di categorie sia da considerare "naturale" o "normale" e quali no. Quindi si devono considerare tutte le possibili classi, ossia tutti i modi possibili per costruire insiemi degli n oggetti. Si può pensare di usare tali classi per misurare la similarità tra oggetti: basta contare quanti di questi insiemi hanno in comune un oggetto. Ma questi hanno sempre esattamente lo stesso numero di classi in comune, cioè {\displaystyle 2^{n-1}} (metà del numero di classi totale). 
Per convincersene, si può immaginare ogni classe come rappresentata da una stringa di n bit, con uno zero per ogni elemento non appartenente alla classe ed uno per ogni elemento che vi appartiene. Come si vede, ci sono {\displaystyle 2^{n}} possibilità.
Dato che ci sono tutte le possibili scelte di zeri ed uno, qualunque posizione sarà concordante esattamente con la metà delle altre classi. Basta considerare due elementi e riordinare i bit in modo da averli come primi della stringa e immaginare di ordinare i numeri binari in maniera lessicografica. I primi {\displaystyle 2^{n}/2} numeri avranno il bit #1 a zero e i successivi {\displaystyle 2^{n}/2} lo avranno settato ad uno. All'interno di questi gruppi, i primi {\displaystyle 2^{n}/4} avranno il bit #2 a zero e gli altri {\displaystyle 2^{n}/4} settato ad uno... per cui essi concordano su due gruppi di {\displaystyle 2^{n}/4} ossia nella metà dei casi, qualunque coppia di elementi si consideri.
Quindi, se non si hanno speciali motivi per preferire certe categorie, allora misurando in modo imparziale, ogni cosa è ugualmente simile o dissimile a qualunque altra cosa. Il numero di predicati soddisfatti simultaneamente da due elementi non-identici è costante per tutte le coppie. Ed è pari al numero di quelle soddisfatte da uno solo. Pertanto, servirebbe un criterio di preferenza induttivo per poter dare certe valutazioni, ossia criteri di preferenza di certe categorie rispetto alle altre.